# Белязани пари
„Белязани пари“ (на английски: Hard Cash/Run for the Money) е американски екшън филм, създаден през 2002 г., режисиран от Предраг Антониевич, по сценарий на Уили Драйфус. Във филма участват Крисчън Слейтър, Вал Килмър, Дарил Хана, Уилям Форсайт, Сара Даунинг, Балтазар Гети, Върн Тройър, Винсент Лареска и др.

## Сюжет
Филмът следва майстора-крадец Томас Тейлър (Слейтър), когато той бива освободен под гаранция. Работейки като фелдшер, Тейлър е повикан по спешен случай в офис за залагания, където двама въоръжени крадци решават да извършат обир. Когато единият е прострелян, Тейлър помага на жената крадец, след което те избягват. С парите, скрити в носилката, агент на ФБР (Килмър), който ги преследва, и белязани пари, как ли ще успеят да избягат?

## В България
На 18 юни 2005 г. филмът е излъчен по Диема Екстра с български дублаж за телевизията. Екипът се състои от:
| Озвучаващи артисти | Даниела Йорданова Виктория Буреш Николай Николов Васил Бинев Георги Георгиев-Гого |
| Преводач           | Захари Генчев                                                                     |
| Тонрежисьор        | Тони Тодоров                                                                      |